# Скрипник Олексій Вікторович
Олексій Вікторович Скрипник (нар. 14 серпня 1955, Зарічне) — український композитор, педагог, професор, заслужений діяч мистецтв України (1999), член НСКУ. З 2009 р. по 2014 р. очолював Донецьку державну музичну академію ім. С. С. Прокоф'єва. З 2014 р. працював у Києві в Національній музичній академії України імені П. І. Чайковського. Нині — головний учений секретар Національної академії мистецтв України [Архівовано 9 липня 2019 у Wayback Machine.].

## Біографія
Закінчив Донецький музично-педагогічний інститут по класу композиції О. Некрасова. 1984–1986 — керівник дитячого хору, з 1986 — викладач кафедри композиції Донецького музично-педагогічного інституту (тепер консерваторії), доцент (1994), з 2009 — ректор. Лауреат Республіканської комсомольської премії ім. М. Островського (1990), Першого конкурсу композиторів ім. М. та І. Коць (1991, III премія), премії ім. Л. Ревуцького (1991).
Голова журі в групі номінацій «Композиція» Всеукраїнської відкритої музичної олімпіади «Голос Країни» [Архівовано 22 червня 2019 у Wayback Machine.].

### Твори
для симфонічного оркестру
- Симфонія (1988),
- поема «Слово о полку Ігоревім» (1986–1987),
- Сюїта (1993);

для камерного оркестру
- Скерцо (1994);
- Струнний квартет (1987);
- Скерцо «Сарказми»;
- Диптих (Piano-Forte, Pizzicato);

для фортепіаносюїта, п'єси, мініатюри для дітей;
для мішаного хору«Алілуя» та ін.; пісні; хорові обробки народних пісень; музика до дитячих вистав.